# Al Bano & Romina Power
Al Bano & Romina Power fue un dúo italiano de pop romántico formado en 1975 por la entonces pareja Albano Carrisi, cantautor italiano y Romina Francesca Power, actriz de origen estadounidense.  

## Trayectoria artística común
Sus canciones más populares fueron Diálogo (más conocida como Arena blanca, mar azul), Felicidad (Felicità), Ci sarà, Libertad (Libertà), Siempre Siempre , Sharazan. Participaron varias veces en los festivales de Eurovisión (1976 y 1985) y  de Festival de Sanremo, ganando en este último en 1984 con su tema Ci sarà («Habrá»).
A Eurovisión acudieron en 1976 con el éxito "We'll live it all again" y en 1985 con "Magic, Oh Magic".
La mayoría de sus álbumes fueron grabados también en español, logrando así grandes éxitos no sólo en Italia, Alemania, Austria, Francia y Europa del Este, sino también en España y Latinoamérica. Su último disco común fue grabado en 1996 titulado Ancora… Zugabe («Todavía»). En 1999 se separaron, así que el dúo también se descompuso.
Pero en 2013 volvieron a cantar juntos en Rusia, desde entonces se encuentran nuevamente activos, publicaron un último disco en 2020: Raccogli l'attimo.

## Discografía
| Año  | Títolo                   | Lengua   | Versiones | Casa Discográfica |
| ---- | ------------------------ | -------- | --------- | ----------------- |
| 1975 | Atto I                   | Italiano | LP        | Libra             |
| 1978 | 1978                     | Italiano | LP        | Libra             |
| 1979 | Aria pura                | Italiano | LP        | Libra             |
| 1982 | Felicità                 | Italiano | CD/MC/LP  | Baby Records      |
| 1982 | Che angelo sei           | Italiano | CD/MC/LP  | Baby Records      |
| 1984 | Effetto amore            | Italiano | CD/MC/LP  | Baby Records      |
| 1986 | Sempre sempre            | Italiano | CD/MC/LP  | WEA               |
| 1987 | Libertà!                 | Italiano | CD/MC/LP  | WEA               |
| 1988 | Fragile                  | Italiano | CD/MC/LP  | WEA               |
| 1990 | Fotografia di un momento | Italiano | CD/MC/LP  | WEA               |
| 1991 | Corriere di Natale       | Italiano | CD/MC/LP  | WEA               |
| 1993 | Notte e giorno           | Italiano | CD/MC/LP  | WEA               |
| 1995 | Emozionale               | Italiano | CD        | WEA               |
| 2020 | Raccogli l'attimo        | Italiano | CD        | Sony Music        |